# Millie Brady
Camille Eve Brady (Bracknell, 24 de dezembro de 1993) é uma atriz e modelo inglesa. Ela é mais conhecida pelo seu papel de Etelfleda na série de televisão  The Last Kingdom. Ela também atuou no filme Pride and Prejudice and Zombies, e na série Surface desde 2022.

## Biografia
Brady nasceu em Bracknell, em Berkshire, e se mudou pelo país quando era criança. Seus pais são Peter e Carol Brady. Ela frequentou o internato St Mary's School Ascot, em Ascot, dos 11 aos 18 anos. Interessada em atuação desde jovem, ela fez alguns trabalhos como modelo quando era adolescente para guardar dinheiro para se mudar para Londres.

## Vida pessoal
Brady mora em Hampstead, em Londres, com sua irmã mais velha, Caroline. Ela tem um cachorro chamado Luna.
Apesar de preferir manter em privado a sua vida amorosa, virou notícia que Brady namorou Harry Styles em 2013, por um curto período, tendo o relacionamento terminado naquele mesmo ano.

## Filmografia

### Cinema
| Ano  | Título                           | Papel          | Notas       |
| ---- | -------------------------------- | -------------- | ----------- |
| 2015 | Lendas do Crime                  | Joan Collins   |             |
| 2016 | Pride and Prejudice and Zombies  | Mary Bennet    |             |
| 2017 | King Arthur: Legend of the Sword | Princesa Catia |             |
| 2018 | Teen Spirit                      | Anastasia      |             |
| 2019 | Intrigo: Samaria                 | Vera           |             |
| 2023 | Double Blind                     | Claire         |             |
|      | Object Permanence                | Brooke Brooks  | Em produção |

### Televisão
| Ano       | Título             | Papel              | Notas                                 |
| --------- | ------------------ | ------------------ | ------------------------------------- |
| 2014      | Mr Selfridge       | Violette Selfridge | Papel recorrente (2.ª temporada)      |
| 2017–2022 | The Last Kingdom   | Etelfleda          | Papel principal (2.ª a 5.ª temporada) |
| 2020      | White House Farm   | Sally Jones        | Minissérie                            |
| 2020      | Roadkill           | Lily Laurence      | Minissérie                            |
| 2020      | The Queen's Gambit | Cleo               | Episódios: "Openings" e "Adjournment" |
| 2022      | Surface            | Eliza              | Papel recorrente                      |